# Gus McNaughton
Gus McNaughton, nasceu Augustus Le Clerq (29 de julho de 1881 – 18 de novembro de 1969 (88 anos)) foi um ator de cinema britânico. Natural de Londres, Inglaterra, ele atuou em 70 filmes mudos 1930 e 1947.
McNaughton faleceu em Castor, Cambridgeshire, Inglaterra.

## Filmografia selecionada
- Children of Chance (1930)
- Murder! (1930)
- Crime on the Hill (1933)
- Old Bill and Son (1941)
- Penn of Pennsylvania (1941)
- Rose of Tralee (1942)
- The Day Will Dawn (1942)
- A Place of One's Own (1945)